# Fondation Armand Panigel
La Fondation Armand Panigel est une association à but non lucratif créée autour de la collection de disques, films et livres d'Armand Panigel célèbre critique et homme de radio français. Créée en 1985 à la demande de l'UNESCO[réf. nécessaire] afin de répertorier et de cataloguer les œuvres musicales de Bach, Beethoven ou de Chopin, Panigel a rassemblé jusqu'à sa mort près de 200 000 disques vinyles (dont 70 000 78 tours) soit « la plus grande collection privée de vinyles de France », 40 000 films et 160 000 livres ainsi que plusieurs milliers de documents sur la musique, de partitions et de revues musicales. La partie musicale de cette collection est l'une des plus importantes collections privées au monde. La durée d'écoute de l'intégralité des disques serait de plus de cinquante ans.
Au départ la fondation est en partie créée car les héritiers d'Armand Panigel auraient dû vendre et donc éparpiller sa collection « pour payer les droits de succession » étant donné sa forte valeur pécuniaire. Le Conseil général des Bouches-du-Rhône achète le terrain et les bâtiments du lieu-dit « La Fabrique » à Saint-Rémy-de-Provence (les précédents propriétaires étant des descendants de la famille de Frédéric Mistral),. Le locataire, Armand Panigel, fait restaurer les lieux pour « plus de 10 millions de francs ».
En 1999, Pierre Bergé obtient un bail emphytéotique du Conseil général des Bouches-du-Rhône pour la bâtisse et rachète la collection,,,. Elle est gérée par Hervé Le Guil. Elle se situe à Saint-Rémy-de-Provence dans les mêmes locaux qui abritent dorénavant les Studios de la Fabrique. A la tête de la collection, l'avocat Me Bernard Jouanneau est l'exécuteur testamentaire d'Armand Panigel, puis de Pierre Bergé[réf. à confirmer].
En 2014, Hervé le Guil rachète le fonds Panigel à Pierre Bergé.